# تیم ملی فوتبال زنان مکزیک
تیم ملی فوتبال زنان مکزیک(که گاهی لاز تری خوانده می‌شود) نمایندهٔ زنان این کشور در ردهٔ ملی است که توسط فدراسیون فوتبال مکزیک اداره می‌شود.در سال‌های ۱۹۷۰ و با سوم شدن این تیم در مسابقات غیررسمی جام جهانی فوتبال زنان در ایتالیا محبوبیت زیادی پیدا کرد. این تیم همچنین در ۱۹۷۱ که میزبان جام جهانی غیررسمی زنان بود به فینال این رقابت‌ها رسید و تنها با یک شکست در مقابل تیم ملی فوتبال زنان دانمارک با نتیجه ۰–۳ از قهرمانی در رقابت‌ها بازماند؛ در این مسابقه حدود ۱۱۰٬۰۰۰ تماشاگر در ورزشگاه آزتیکا حاضر شدند.این تیم پیش از جام جهانی فوتبال زنان ۱۹۹۹ شکل گرفت و متشکل از بازیکنانی بود که شهروندی کشور مکزیک را داشتند و تعداد معدودی بازیکن که خارج از مکزیک متولد شده بودند. هدف اصلی این تیم تجربهٔ حضور برای نخستین بار در جام جهانی زنان بود. از آن پس این تیم پیشرفت‌های زیادی داشته و هم‌اکنون در ردهٔ ۲۷ رده‌بندی جهانی فیفا زنان قرار دارد.

## تاریخچه
اولین مربی رسمی تیم ملی فوتبال زنان مکزیک لئوناردو کوئلار بوده است. یکی از اهداف اولیه او صعود به جام جهانی ۱۹۹۹ زنان بود که این هدف محقق شد.